# موريس يونغ
موريس يونغ (بالإنجليزية: Maurice Yonge)‏ (9 ديسمبر 1899 بويكفيلد - 17 مارس 1986) وهو عالم حيوان بريطاني.

## السيرة الذاتية
حصل موريس على بكالوريوس العلوم من جامعة إدنبرة في عام 1922. وعلى شهادة الدكتوراة من جامعة بريستول في عام 1924، ودكتوراة العلوم سنة 1927. وتزوج في 30 يونيو 1927 من «مارثا جاين لينوكس» (التي توفيت في يناير 1945)، حيث رزق معها بطفلين.
من 1924 إلى 1927، كان عالما مساعدا وفسيولوجيا في مختبر علم الأحياء البحرية ببليموث، وأدار بين عامي 1928 و1929، شحنة على الحاجز المرجاني العظيم. من 1933 إلى 1944، قام بتدريس علم الحيوان في جامعة بريستول، كما عمل من 1944 إلى 1964، مدرسا في جامعة غلاسكو، ليصبح في عام 1965 باحثا مساعدا. وكان قبل ذلك قد انتخب زميلا في الجمعية الملكية في 1946 وشارك في مختلف الجمعيات العلمية. وتزوج للمرة الثانية في 26 مارس 1954 من «فيليس غرينلاو فريزر» وأنجب معها طفلا واحدا، ثم حصل سنة 1971 على الدكتوراة الفخرية من جامعة هريوت-وات.

## أوسمة
- حامل لرتبة الإمبراطورية البريطانية، 1954.[7]
- حامل لرتبة فارس، 1967.[8]
- حائز على ميدالية داروين، 1968.[4]

## روابط خارجية
- موريس يونغ على موقع الموسوعة البريطانية (الإنجليزية)